# Angela Melillo
Angela Melillo  (Roma, 20 de junio de 1967) es una actriz de teatro y de televisión italiana.

## Biografía
Nacida en Roma en 1967, comienza su carrera como bailarina para, después, llegar como actriz de cine, de teatro, y de la visión. Desde el 2006 hasta el 2013, fue casada con Ezio Bastianell, con quien tuvo una hija, Mia.
Para el 2021 participa en un reality Show producido por la cadena RAI 1 y que se filma en  una isla perteneciente a la república de Honduras.

## Cine
- 2009: Impotenti esistenziali de Giuseppe Cirillo
- 2016: Al posto tuo de Max Croci

## Televisión
- 2000 : La casa delle beffe (miniserie - Canale 5)
- 2003 : La palestra (telefilm - Canale 5): Valentina
- 2005 : Il maresciallo Rocca 5 (serie tv, 2 capítulos - Rai 1): Elena Neccini
- 2006 : Sottocasa (serie tv - Rai 1): Tiziana Palme
- 2007 : La figlia di Elisa - Ritorno a Rivombrosa (miniserie tv, 8 episodio - Canale 5): Princesa Luisa di Carignano